# Système d'aspersion d'une enceinte de confinement
 (juillet 2012).
Si vous disposez d'ouvrages ou d'articles de référence ou si vous connaissez des sites web de qualité traitant du thème abordé ici, merci de compléter l'article en donnant les références utiles à sa vérifiabilité et en les liant à la section « Notes et références ».
Pour les articles homonymes, voir EAS.
Dans les réacteurs à eau pressurisée, le système d'aspersion de l'enceinte, ou EAS en codification ECS, est un système de sauvegarde du réacteur.

## Fonction
Il a pour but de diminuer la pression et la température dans l'enceinte de confinement du réacteur, si celles-ci augmentent de façon anormale à la suite d'un accident (rupture de tuyauterie primaire ou vapeur par exemple). À ce titre, il contribue à garantir l'intégrité de l'enceinte qui est alors soumise à une pression moindre de l'intérieur. Il sert en outre à limiter la corrosion des surfaces métalliques par l'iode éventuellement libéré au cours de l'accident, en capturant cet iode grâce à un additif chimique dans l'eau d'aspersion.

## Conception
Dans les grandes lignes, le système EAS est constitué de pompes qui puisent dans un réservoir (extérieur ou intérieur à l'enceinte, ou directement dans les puisards se trouvant au fond du bâtiment réacteur) et hissent l'eau puisée jusqu'à des buses d'aspersion (sortes de pommeau de douche) situées au sommet de l'enceinte de confinement. Ces buses permettent de répartir l'eau débitée en gouttelettes, afin d'améliorer l'échange entre cette eau et le milieu à l'intérieur de l'enceinte (eau primaire ou secondaire vaporisée à la suite de l'accident). Un ou plusieurs échangeurs de chaleur peuvent être insérés dans le circuit entre les pompes et les buses d'aspersion pour refroidir l'eau du circuit.